# Il segreto del narciso d'oro
Il segreto del narciso d'oro (Das Geheimnis der gelben Narzissen / The Devil's Daffodil) è un film britannico-tedesco del 1961 diretto da Ákos Ráthonyi.
Il film è basato sul libro The Daffodil Mystery di Edgar Wallace (1920).
Il film è stato prodotto in due versioni, una inglese e una tedesca, con attori diversi in alcuni ruoli ma con la maggior parte del cast e della troupe quasi identici.